# Novalena wawona
Novalena wawona là một loài nhện trong họ Agelenidae.
Loài này thuộc chi Novalena. Novalena wawona được Ralph Vary Chamberlin & Wilton Ivie miêu tả năm 1942.